# John Orr
John Orr (Egremont, Cúmbria, 4 de juny de 1885 - Edimburg, 10 d'agost de 1966) fou un romanista britànic.

## Vida i obra
John Orr nasqué a Cúmbria però la seva família es traslladà, el mateix any del seu naixement, a Tasmània. Va fer l'escolaritat a Lauceston i des de 1902 entrà a estudiar estudis clàssics a la Universitat de Tasmània de Hobart. El 1905 va anar a Oxford (concretament al Balliol College) amb una beca i el 1910 va obtenir la llicenciatura en dret. Va passar temporades a França i Suïssa a causa d'una malaltia pulmonar i hi va conèixer la seva dona, d'origen francès, amb qui es va casar el 1910. Va estudiar seguidament a París (1910-1913), amb Jules Gilléron i altres professors (Joseph Bédier, Antoine Thomas, Alfred Jeanroy o Mario Roques); el 1913 fou el primer en obtenir un "BLitt degree in Romance Studies" a Oxford amb la tesi Les Oeuvres de Guiot de Provins, poète lyrique et satirique (Paris/Manchester 1915, reprint Ginebra 1974). Va ser nomenat professor a la Universitat de Manchester el mateix 1913 i, des de 1915, al Queen Mary and Westfield College (que seria després el Queen Mary College). La seva carrera acadèmica es va interrompre de 1916 a 1918 quan fou oficial a França. Des de 1919 a 1933 fou professor de francès a la Universitat de Manchester (on fou succeït per Mildred K. Pope) i de 1933 a 1955 a la Universitat d'Edimburg amb una càtedra primer intitulada de francès i després de filologia romànica.
El 1952 va ser escollit membre de la Acadèmia Britànica. John Orr va ser nomenat doctor honoris causa per les universitats de Manchester (1938), de Caen (1945) París i de St. Andrews (1955). El 1957 fou nomenat membre corresponent de la Reial Acadèmia de Bones Lletres de Barcelona. En el moment de la seva mort, Orr era president de la Société de linguistique romane. També fou membre del comitè de redacció de nombroses revistes com French Studies i Modern Language Review. Fou comandant de la Legió d'Honor i cavaller de la Orden Civil de Alfonso X el Sabio.
A Caen se li va dedicar un carrer (rue du Professeur John Orr) tot homenatjant la seva labor en la Edinburgh-Caen Fellowship que contribuí a la reconstrucció de la Universitat de Caen després de la segona guerra mundial. Fou una de les seves contribucions a les relacions entre els dos països, més enllà de la filologia.

## Publicacions
- Les Oeuvres de Guiot de Provins, poète lyrique et satirique, Paris/Manchester 1915, reprint Ginebra 1974
- (Reelaboració): Iorgu Iordan: An introduction to Romance linguistics, its schools ans scholars. Traducció del romanès. Londres 1937 (aquesta obra fou encara reeditada amb un apèndix, Thirty years on, per Rebecca Posner. Oxford 1970)
- (editor): Eustache d'Amiens: Le Boucher d'Abbeville. Londres 1947
- (editor): Jean Renart: Le Lai de l'ombre. Edimburg 1948
- (editor): Contes et poèmes de Jules Supervielle. Edinburgh 1950
- Words and Sounds in English and French. Oxford 1952 (recull d'articles)
- Old French and Modern English Idiom. Oxford 1962
- Three Studies on Homonymics. Edimburg 1963
- Essais d'étymologie et de philologie françaises. París 1963 (recull d'articles)